# Isao Inokuma
Isao Inokuma (jap. 猪熊功 Inokuma Isao; ur. 4 lutego 1938 w Yokosuce, zm. 28 września 2001 w Tokio) – japoński judoka, mistrz olimpijski z Tokio w kategorii powyżej 80 kilogramów.
Na Mistrzostwach Świata zdobył jeden medal: złoty w Rio de Janeiro (1965).